# Lucie Tullat
Lucie Tullat, née le 26 mars 1895 à Saint-Germain-en-Laye et morte le 27 août 1984 dans la même commune, est une artiste peintre française du XXe siècle.
Lucie Tullat est également connue sous les noms de « Luce Tullat » ou encore de « Luc Tullat », noms qu'elle utilisait pour signer ses œuvres.

## Biographie
Lucie Tullat naît le 26 mars 1895 à Saint-Germain-en-Laye. Elle suit les cours des Beaux-Arts de Paris de 1919 à 1925.
Cette artiste peint des paysages et des natures mortes. Elle expose à Paris au Salon d'Automne dont elle est sociétaire à partir de 1946, au Salon des Tuileries et au Salon du dessin et de la peinture à l'eau.
Dans la seconde partie de sa vie, elle vit avec le peintre Jean Joveneau (1886-1950) qui en peint le portrait.
Elle meurt le 27 août 1984 à Saint-Germain-en-Laye à l'âge de 89 ans.

## Pour approfondir